# Półwsie Zwierzynieckie

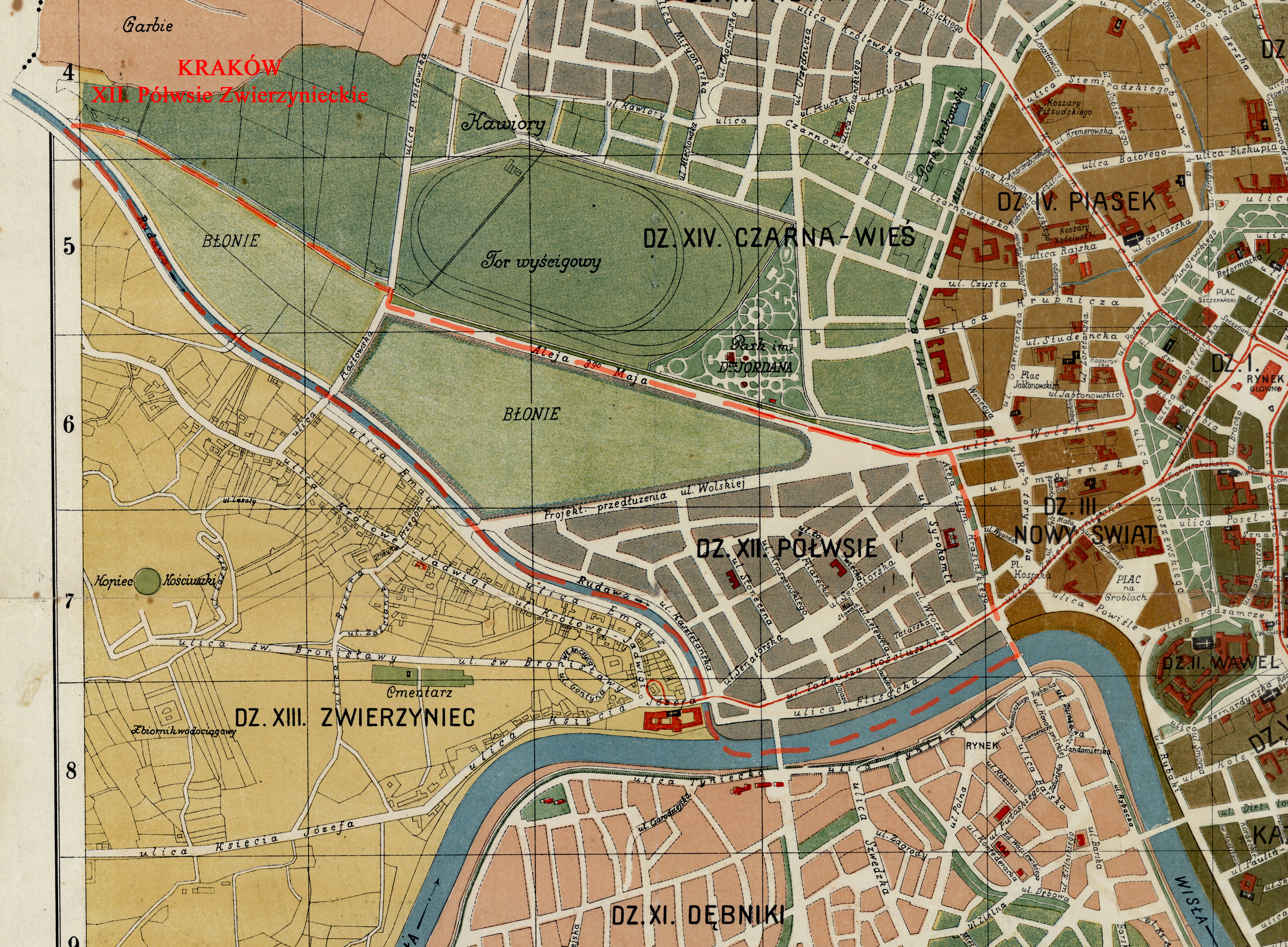
Półwsie Zwierzynieckie na planie z 1916 roku jako dzielnica Krakowa.

Półwsie Zwierzynieckie – obszar Krakowa wchodzący w skład Dzielnicy VII Zwierzyniec, dawna wieś rozciągająca się między dzisiejszym biegiem rzeki Rudawy (za którą zaczynała się wieś Zwierzyniec) a obecną Aleją Krasińskiego oraz między Wisłą a obecną al. 3 Maja (za którą zaczynała się Czarna Wieś).
Wieś została włączona do Krakowa 13 listopada 1909 roku jako XII dzielnica katastralna. W 1991 roku stała się częścią nowej dzielnicy administracyjnej Zwierzyniec. Sercem Półwsia Zwierzynieckiego jest Plac Na Stawach.
Wieś zamieszkiwali włóczkowie, flisacy związani z legendą o Lajkoniku. Z Półwsia pochodzili również mlaskoty, czyli muzykanci towarzyszący pochodowi Lajkonika.
Pochód Lajkonika rozpoczyna się na Półwsiu. Spod budynku Miejskiego Przedsiębiorstwa Wodociągów i Kanalizacji idzie ulicą Senatorską, przez plac Na Stawach, pobierając "haracz" od miejscowych kupców, na Zwierzyniec do klasztoru norbertanek. Po harcach na dziedzińcu klasztoru udaje się ulicami Kościuszki i Zwierzyniecką na krakowski Rynek Główny.
Niewielki plac obok Mostu Dębnickiego i ul. Kościuszki nosi nazwę Skwer Konika Zwierzynieckiego. Są tutaj ulice Mlaskotów oraz Włóczków. Jest także ulica Tatarska (przecznica ul. Kościuszki).
Folklor Półwsia Zwierzynieckiego i Zwierzyńca kultywują Aleksander Kobyliński „Makino” i jego kapela Andrusy. O tych okolicach pisali wiersze Jerzy Harasymowicz i Wojtek Belon.
Na Półwsiu znajdują się: Błonia, stadion KS Cracovia, hotel „Cracovia” i kino „Kijów”, Hotel Ibis Kraków Centrum, Hotel Novotel Kraków Centrum, Krakowski Teatr Scena STU, zabytkowy budynek Miejskiego Przedsiębiorstwa Wodociągów i Kanalizacji (Dworzec Wodociągowy), Małopolskie Centrum Reumatologii i Rehabilitacji, Zespół Państwowych Szkół Plastycznych, firma Miastoprojekt Kraków, Dwór Łowczego. W 2018 oddano do użytku halę 100-lecia KS Cracovia Centrum Sportu Osób Niepełnosprawnych.

## Osoby związane z Półwsiem
- Marcin Borelowski
- Józef Cyrankiewicz
- Antoni Gołubiew
- Jerzy Harasymowicz
- Gustaw Holoubek
- Konstanty Laszczka
- Bolesław Komorowski
- Tadeusz Kudliński
- Jerzy Madeyski
- Adam Marczyński
- Roman Polański[1]
- Adam Polewka
- Rafał Taubenschlag
- Andrzej Zieliński
- Jacek Zieliński
- Zdzisław Żygulski (junior)

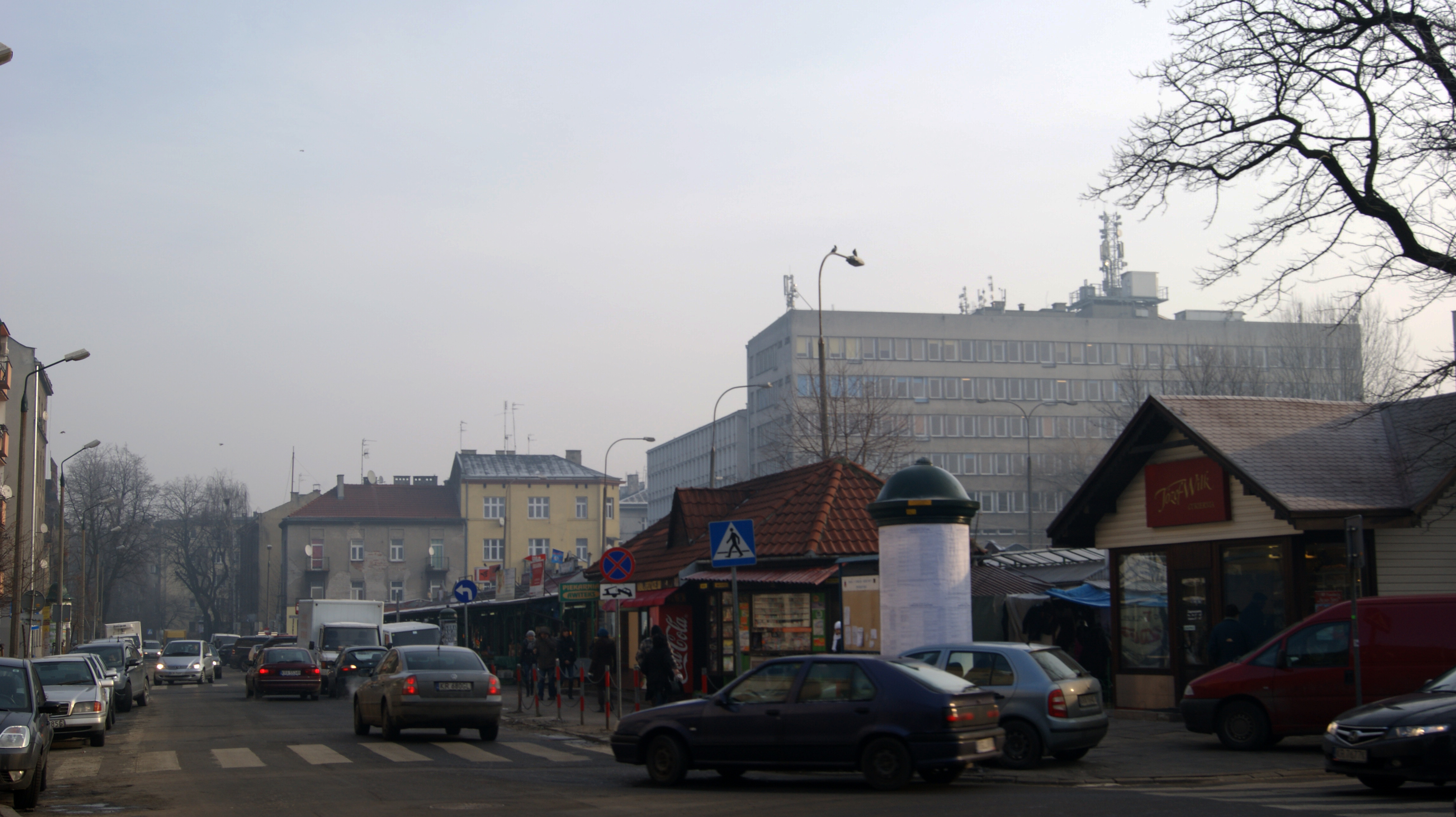
Plac Na Stawach, widok z  zachodu (2011).
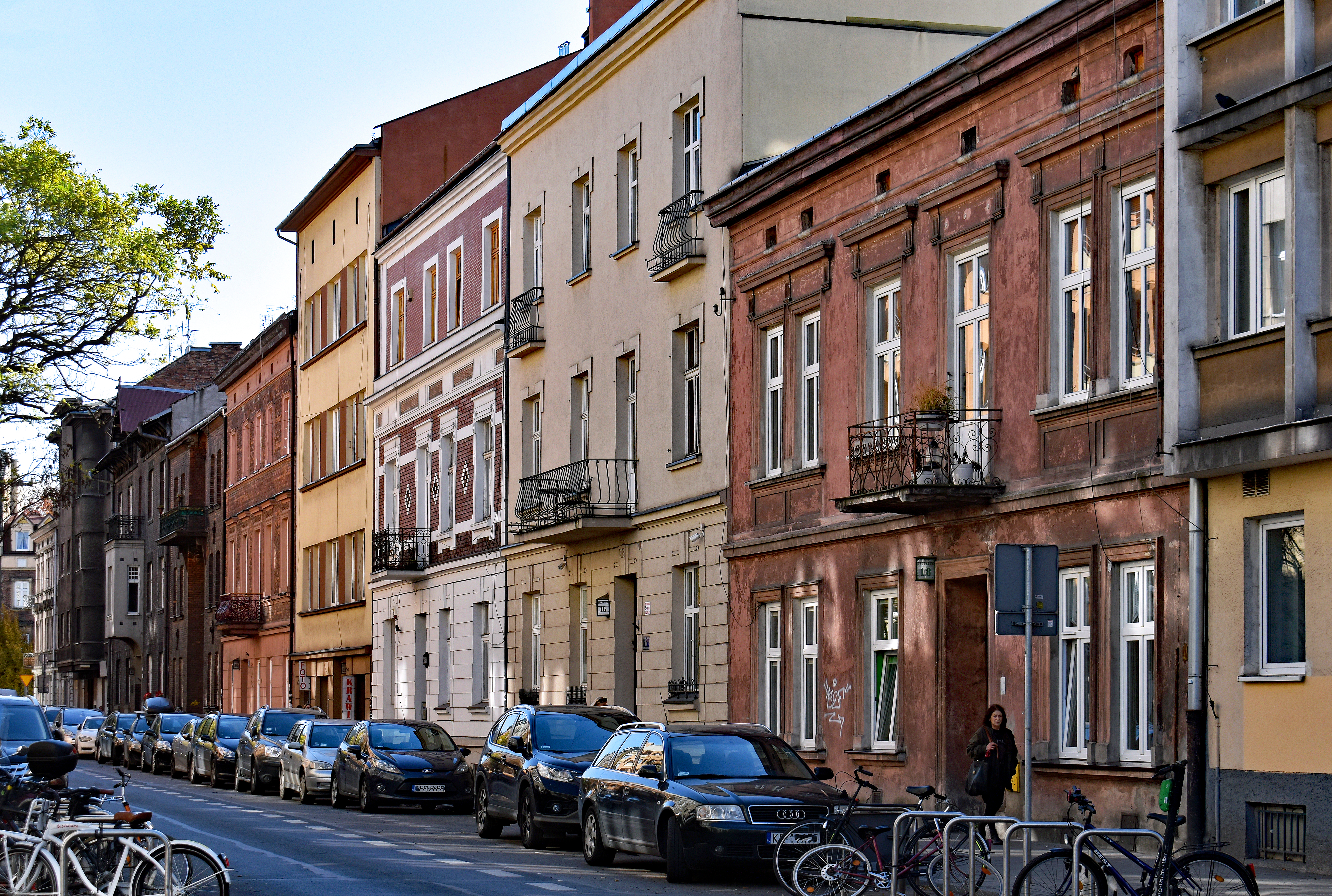
Kamieniczki przy ul. M. Borelowskiego-Lelewela
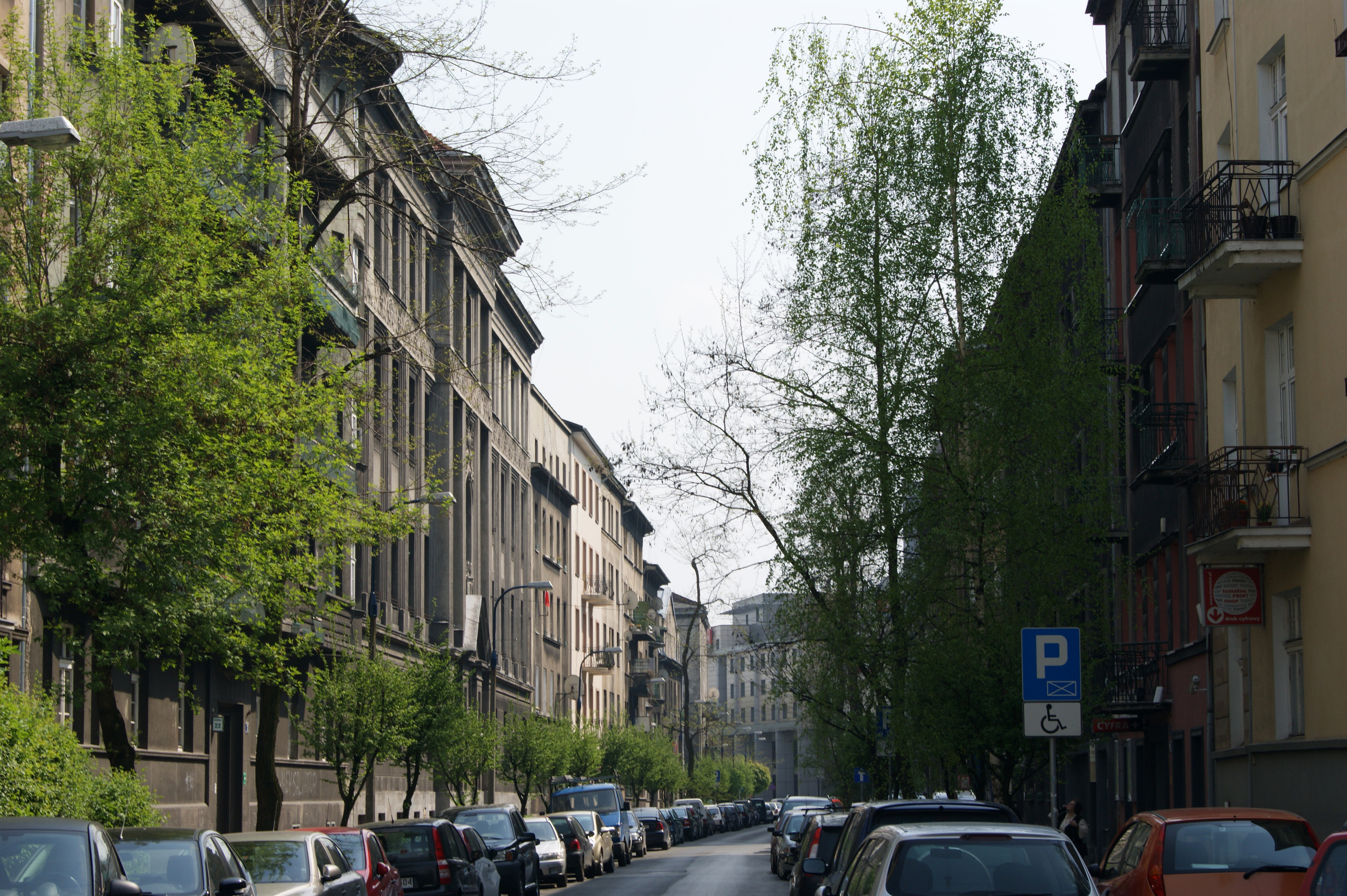
Ulica Syrokomli, po lewej budynek d. Szkoły Przemysłowej Żeńskiej, proj. Jan Zawiejski 1913-1914, były Zespół Szkół Odzieżowych nr 1.
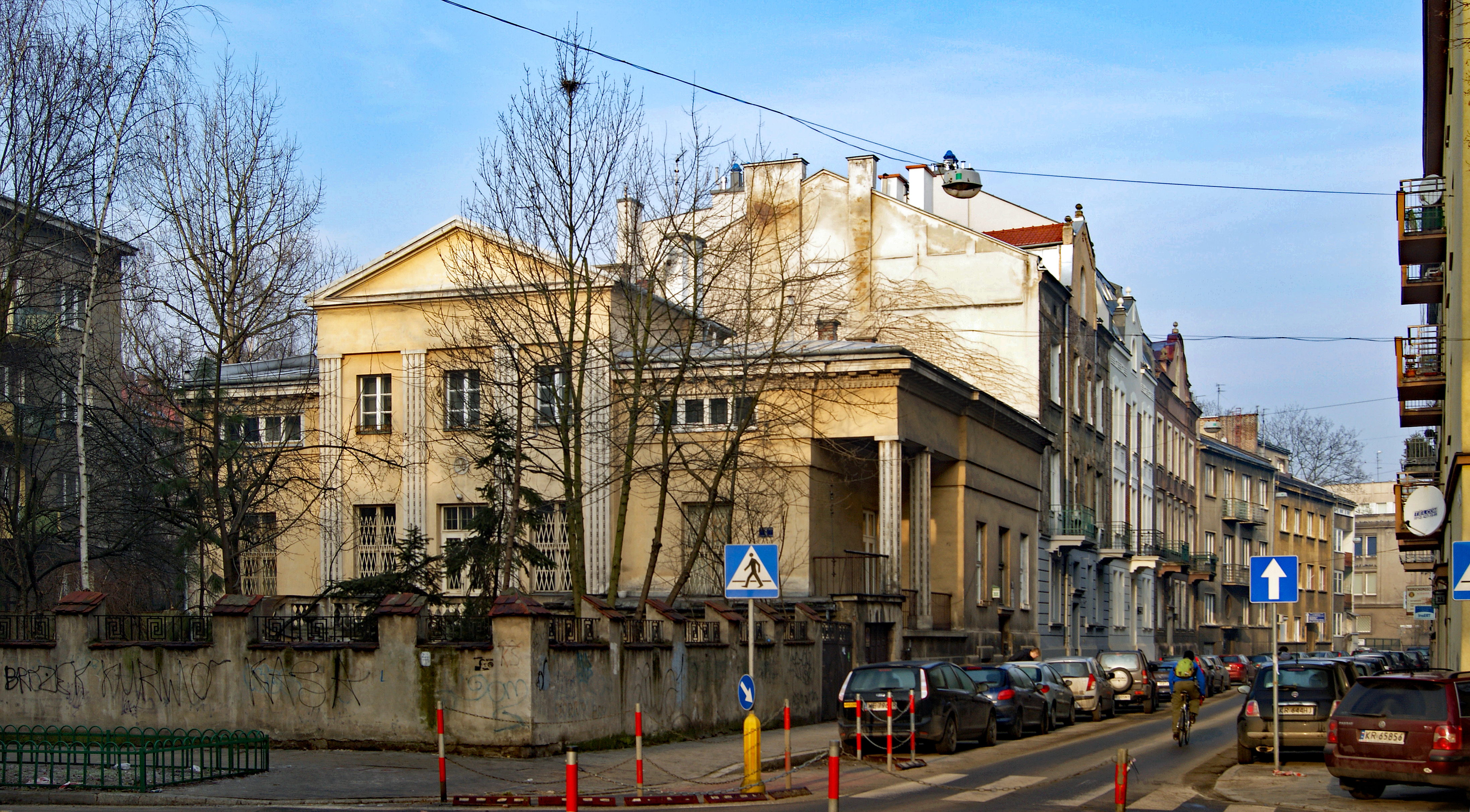
Ulica Kraszewskiego 22 Willa, proj. Ludwik Wojtyczko 1923, zmodernizowany klasycyzm.
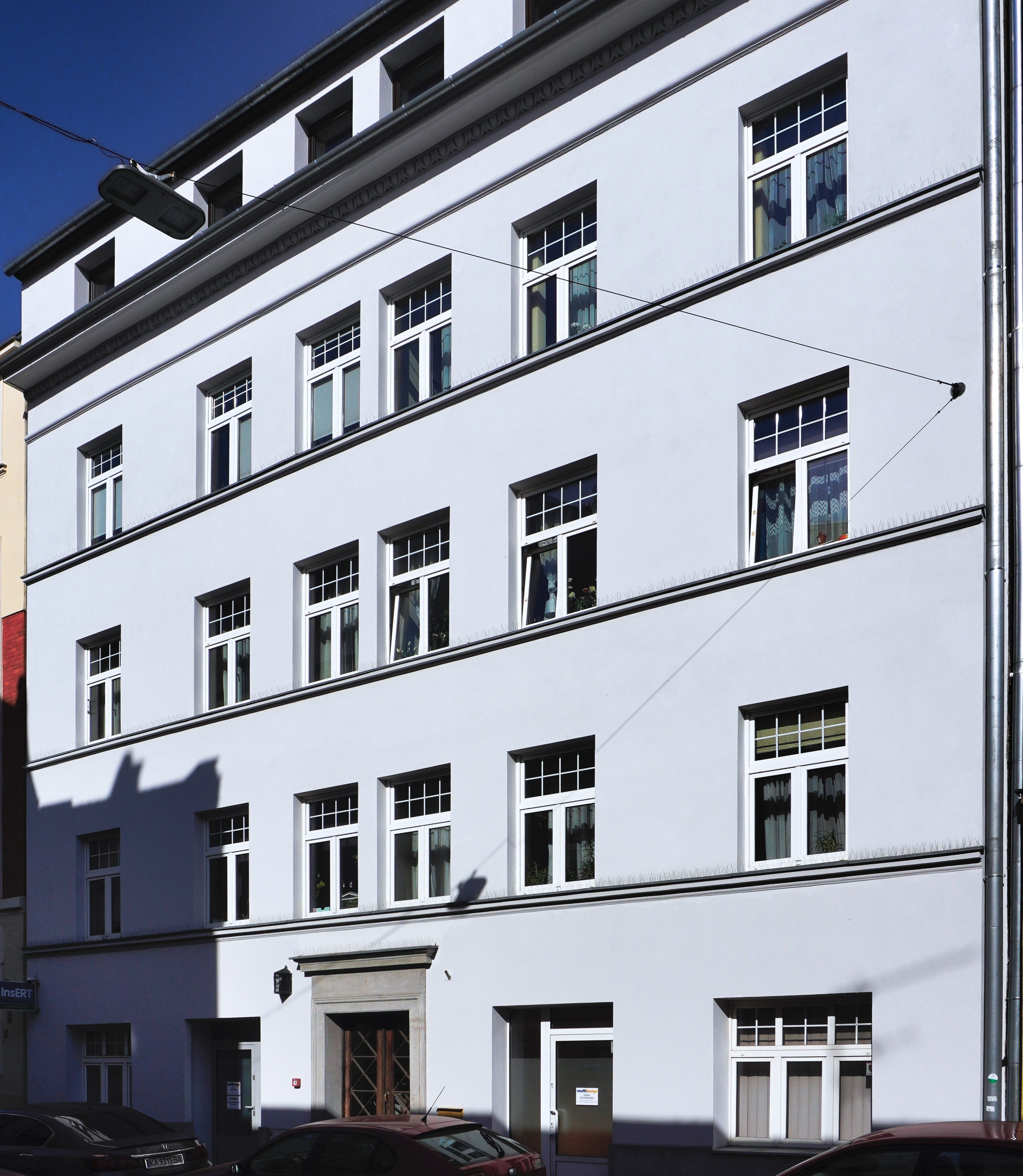
Ulica Kraszewskiego 23 Kamienica, proj. Janusz Zarzecki 1923, modernizm.
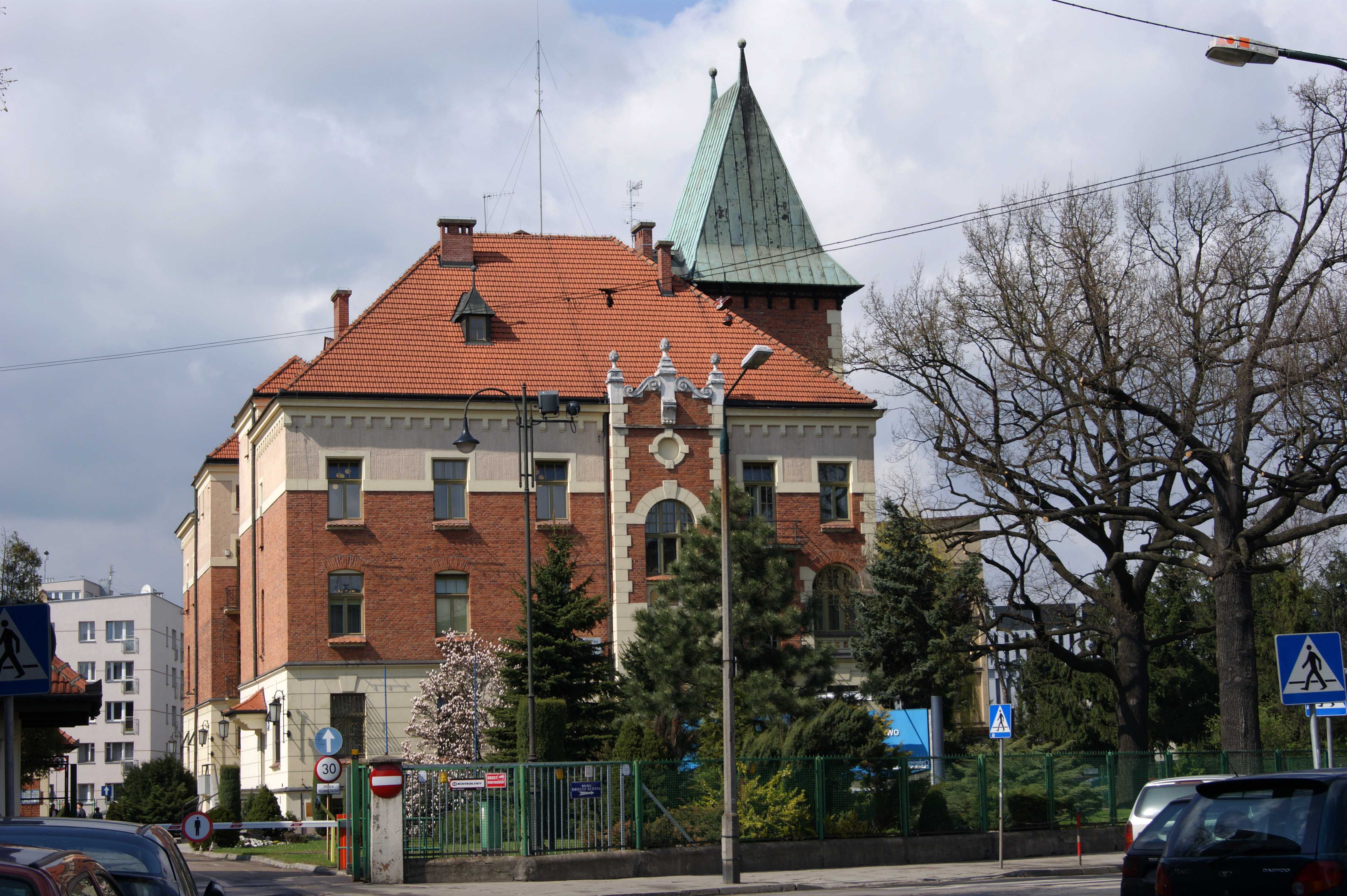
Ulica Senatorska 1 (ul. Łowiecka 2) MPWiK, proj. Jan Rzymkowski 1913.
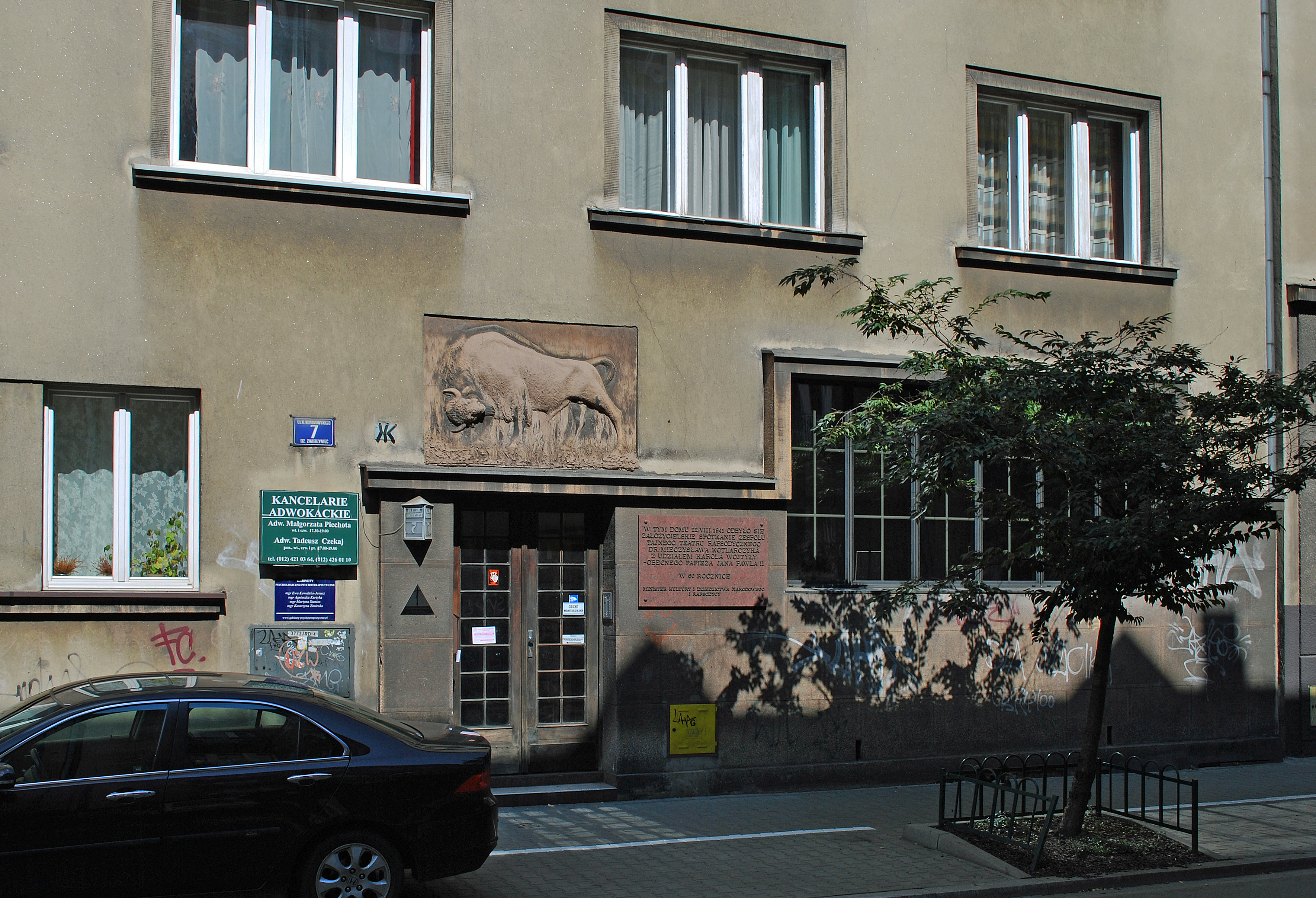
Ulica Komorowskiego 7 Kamienica projektu Bogdana Laszczki (1936). Na prawo od wejścia pracownia rzeźbiarska jego ojca, Konstantego. W tym domu założono Teatr Rapsodyczny.
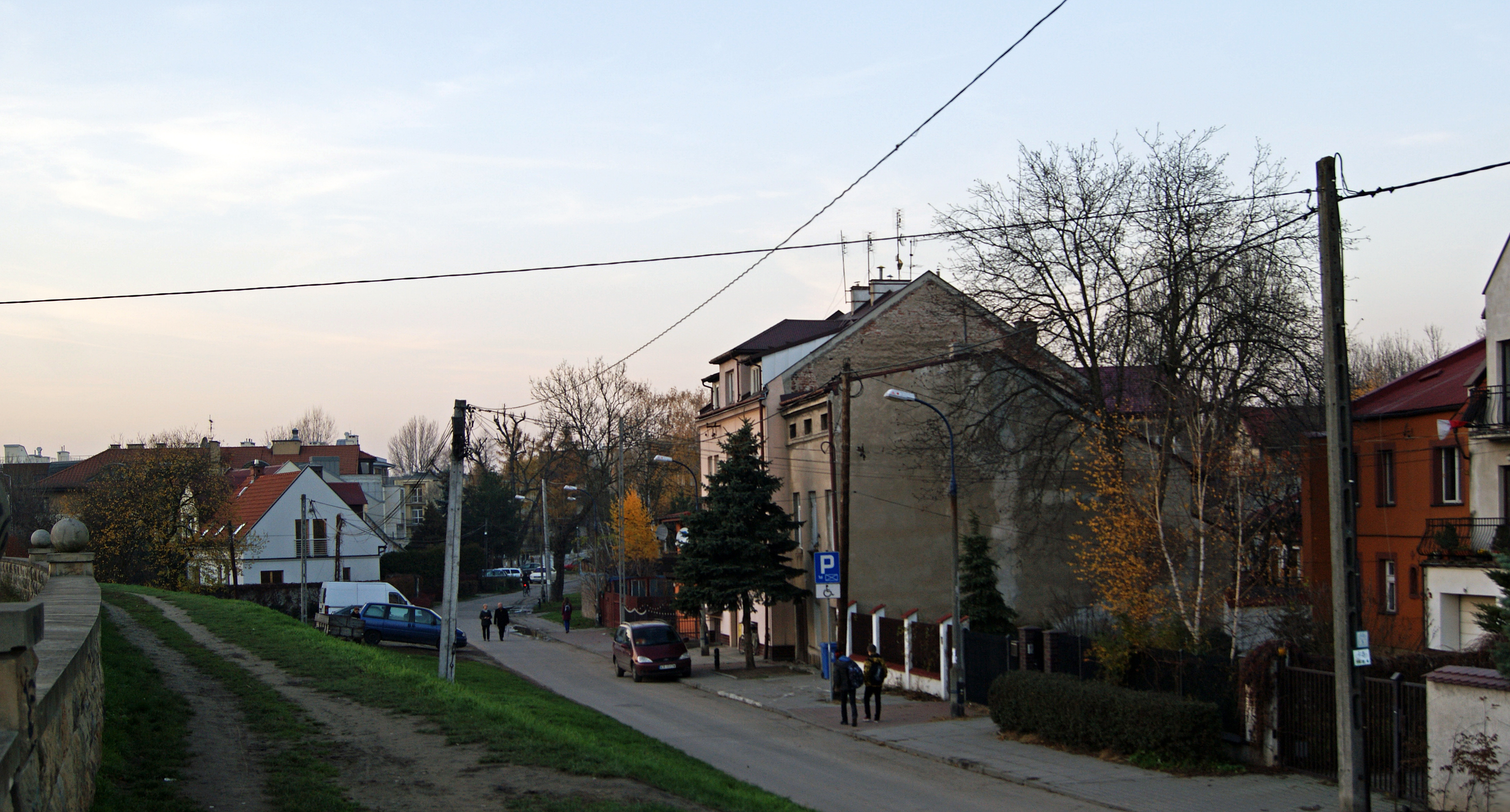
Ulica Kasztelańska po lewej obwałowanie Rudawy.
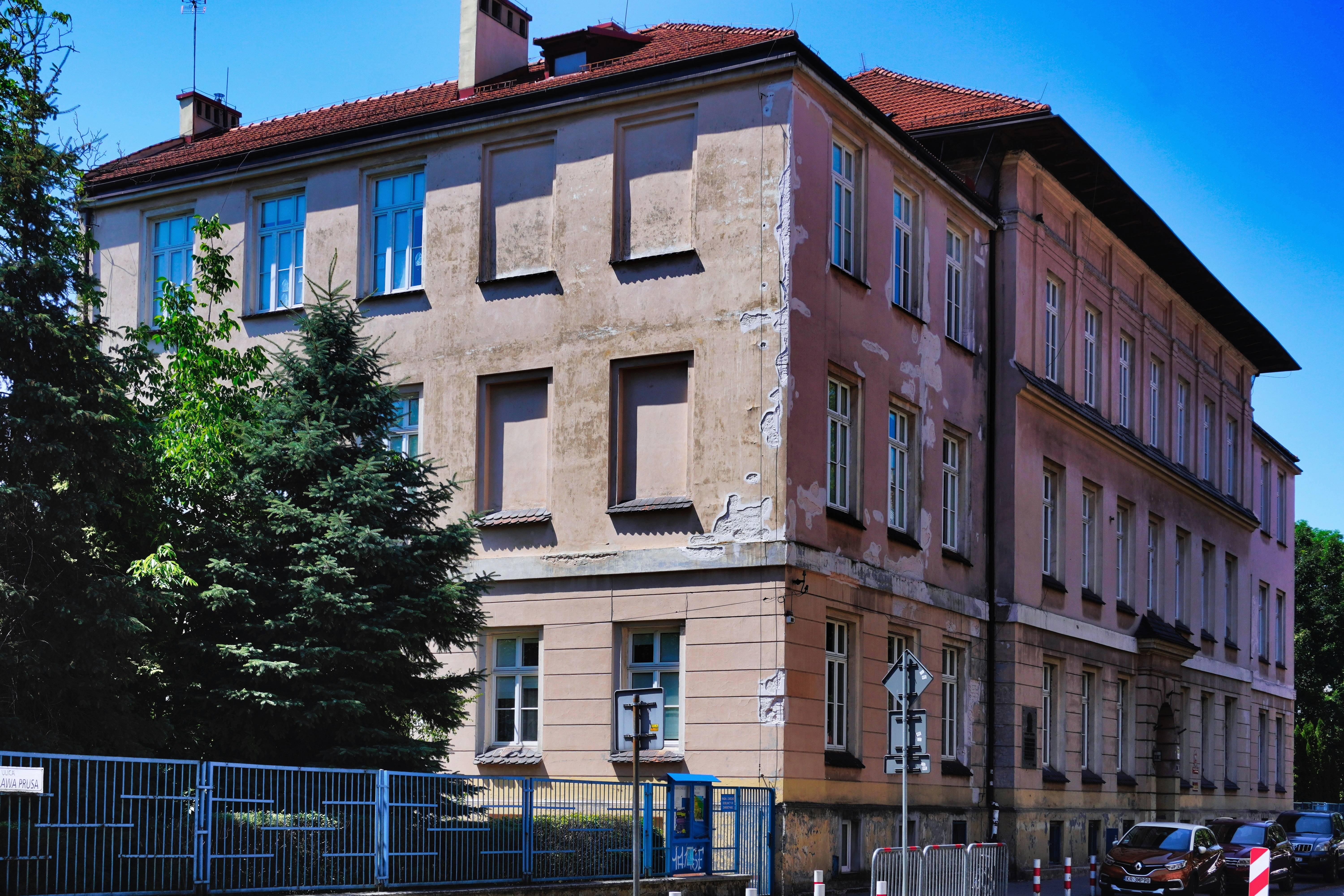
Szkoła Podstawowa nr 31 przy ul. Prusa 18, dawna szkoła ludowa, proj. Jan Zawiejski 1912.
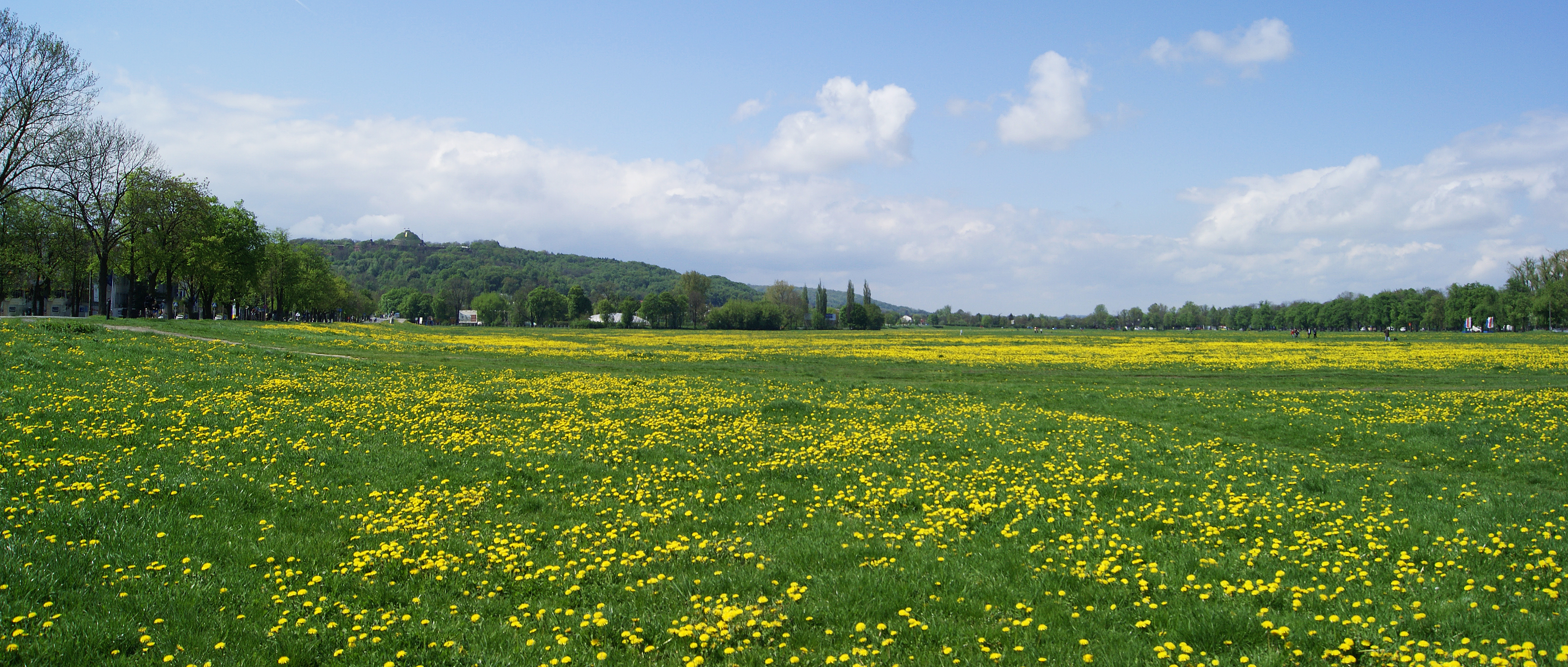
Błonia.
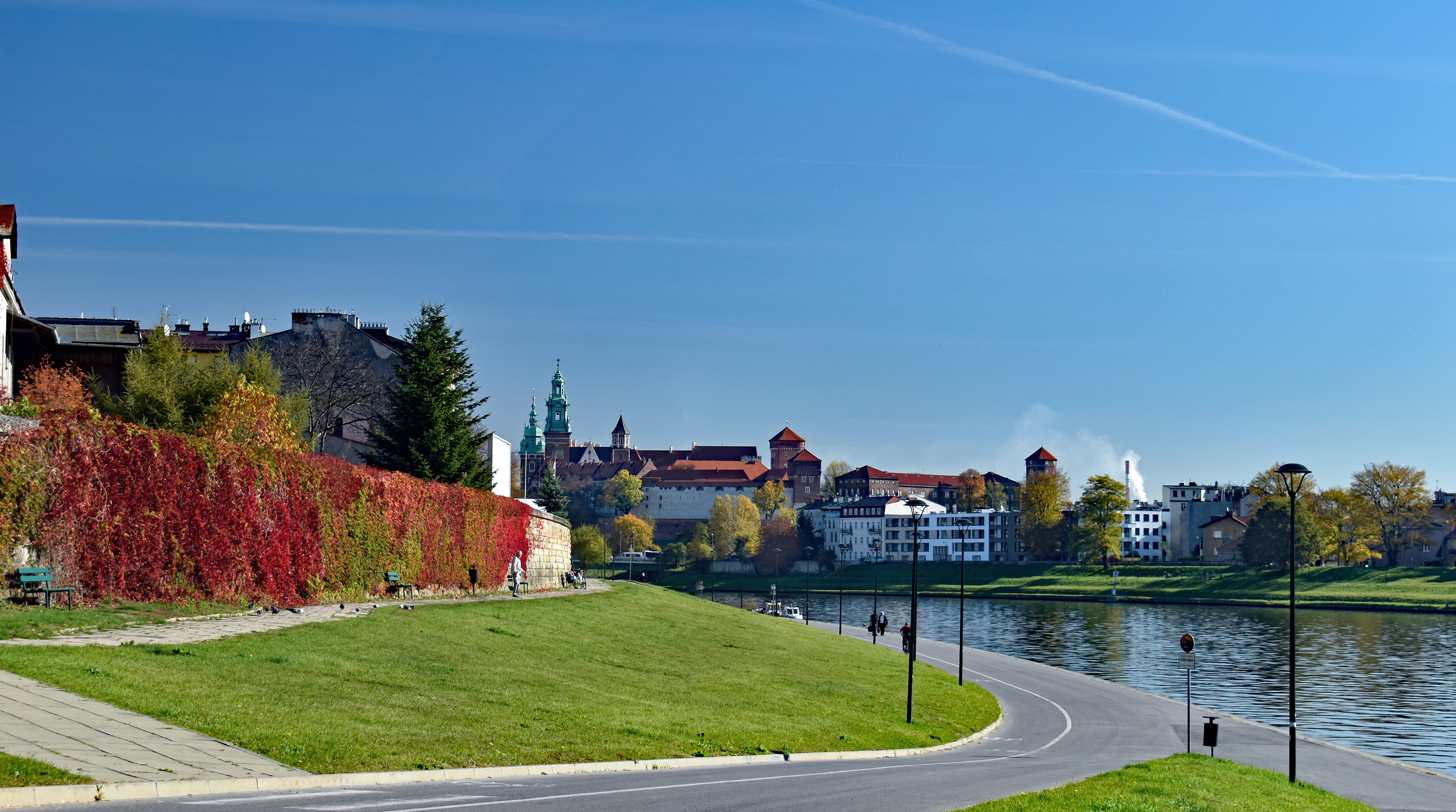
Bulwar Rodła.
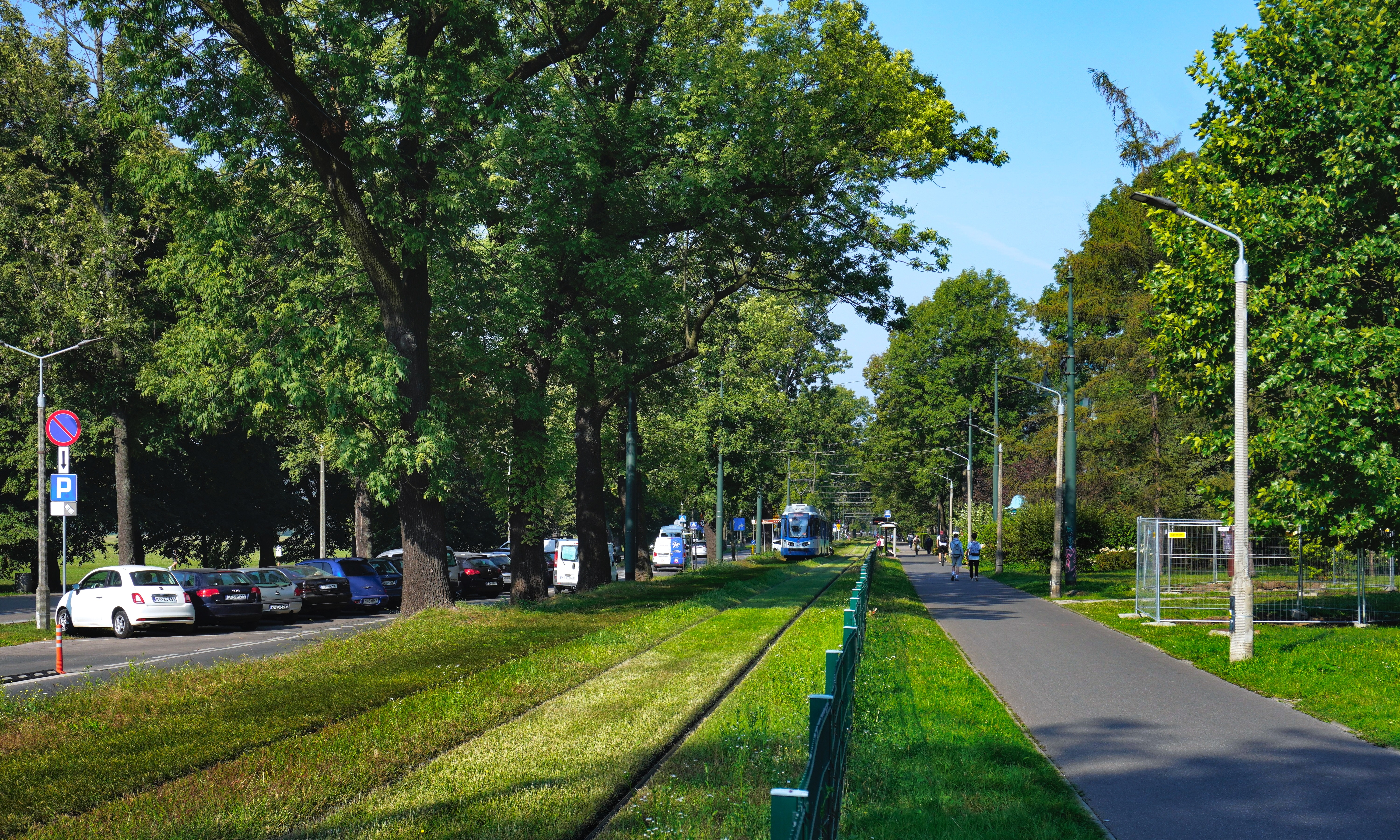
Aleja 3 Maja.
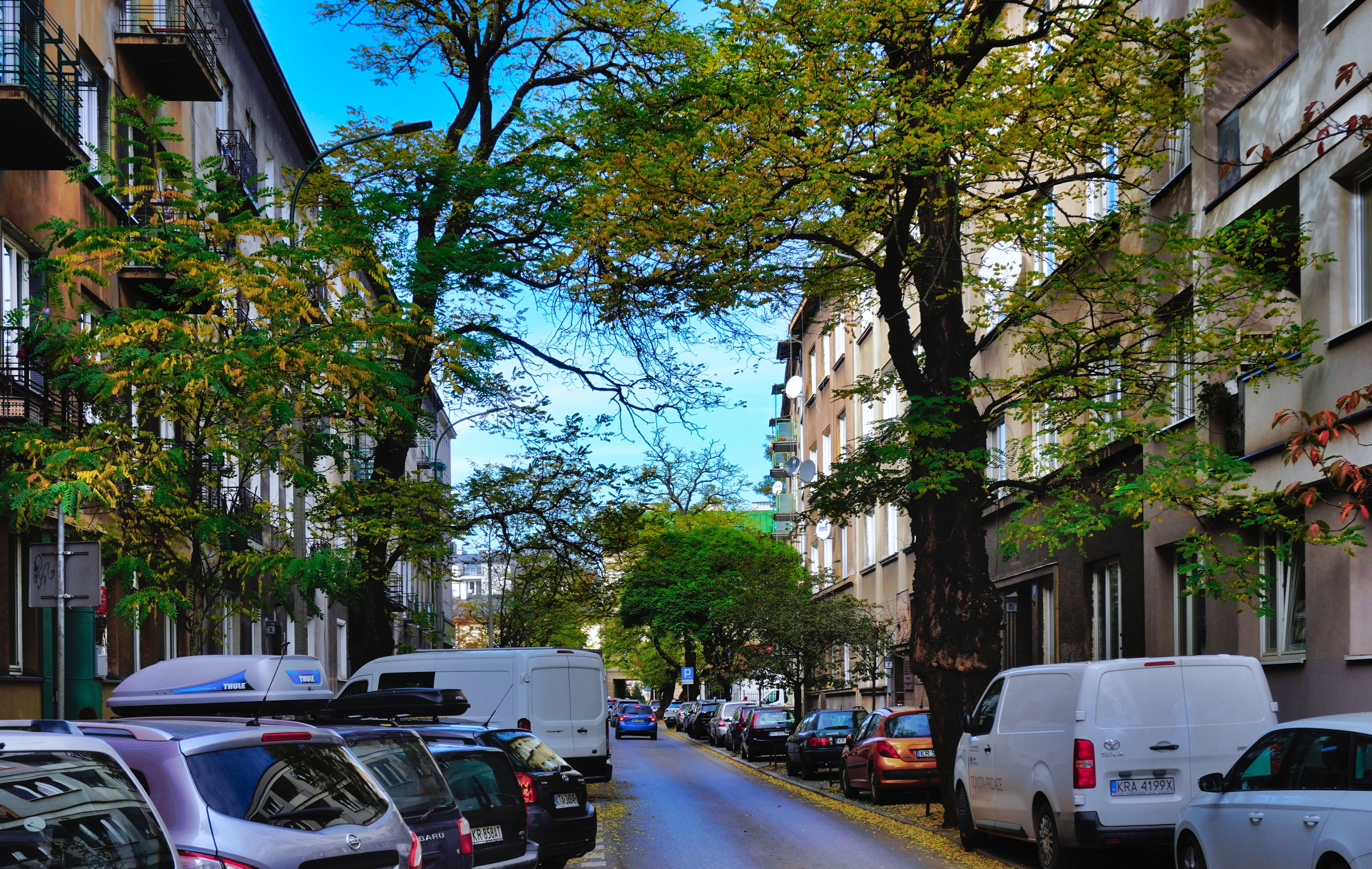
Ulica Bolesława Komorowskiego.
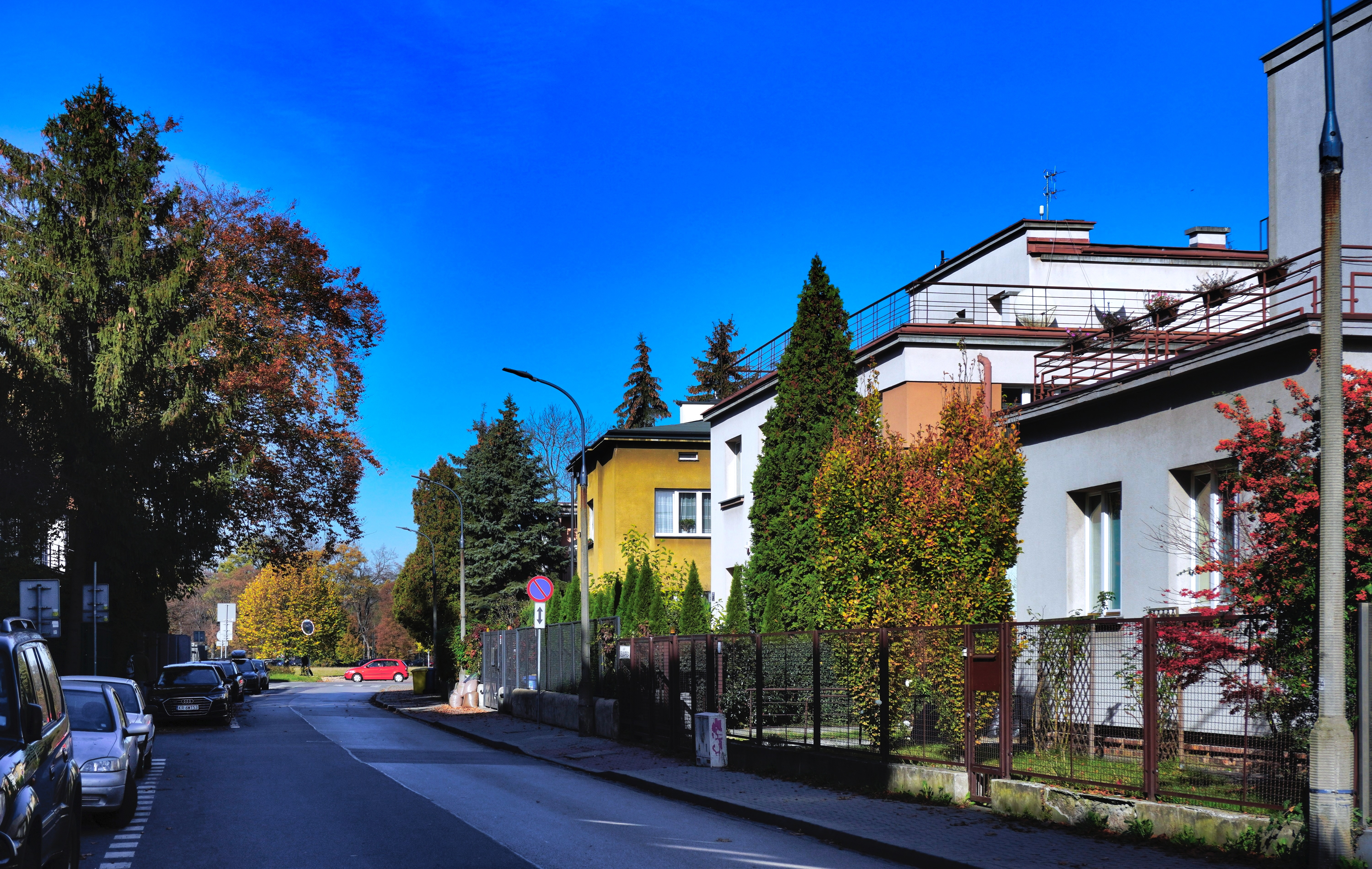
Ulica Bolesława Prusa.
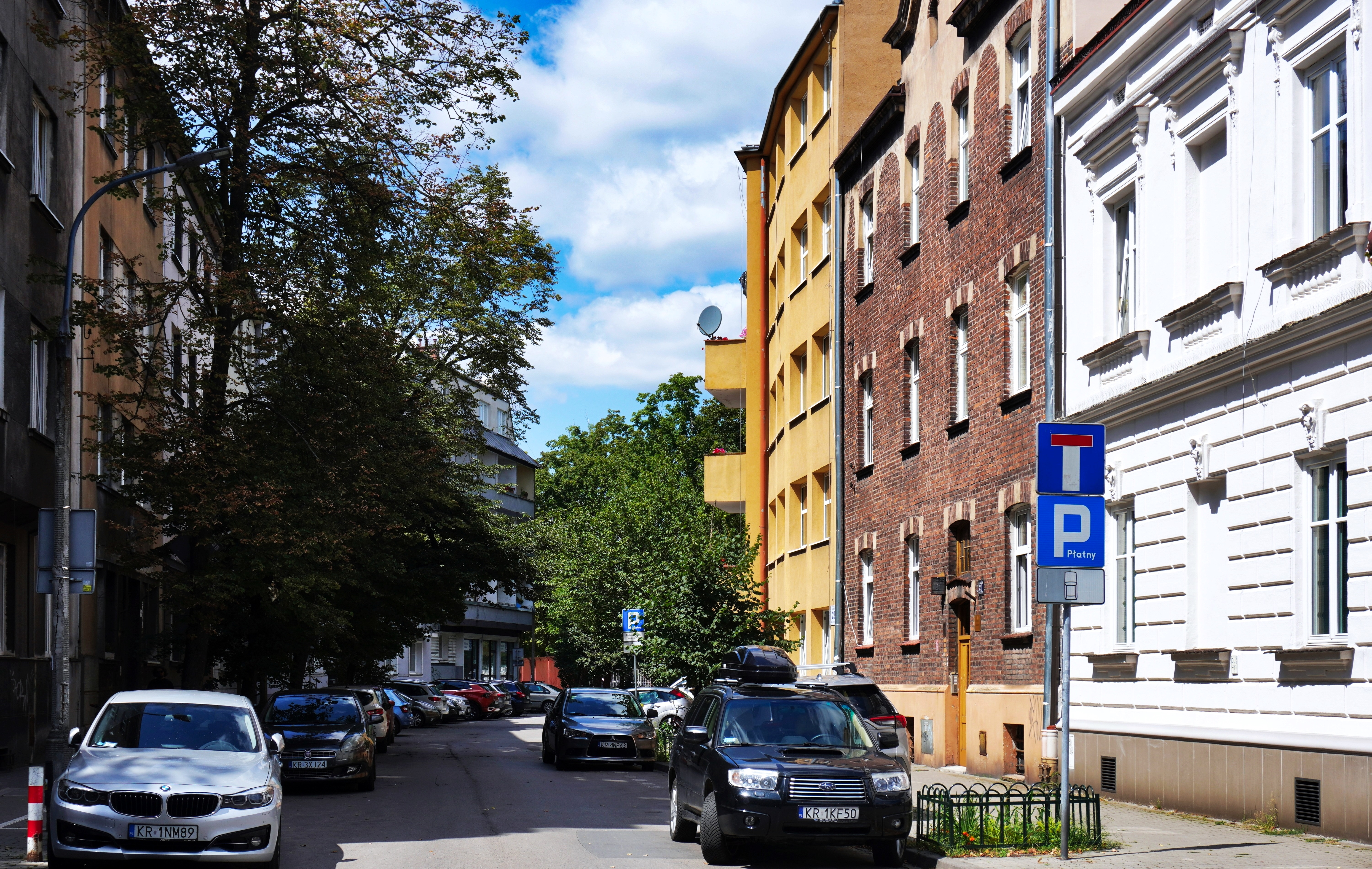
Ulica Filarecka.
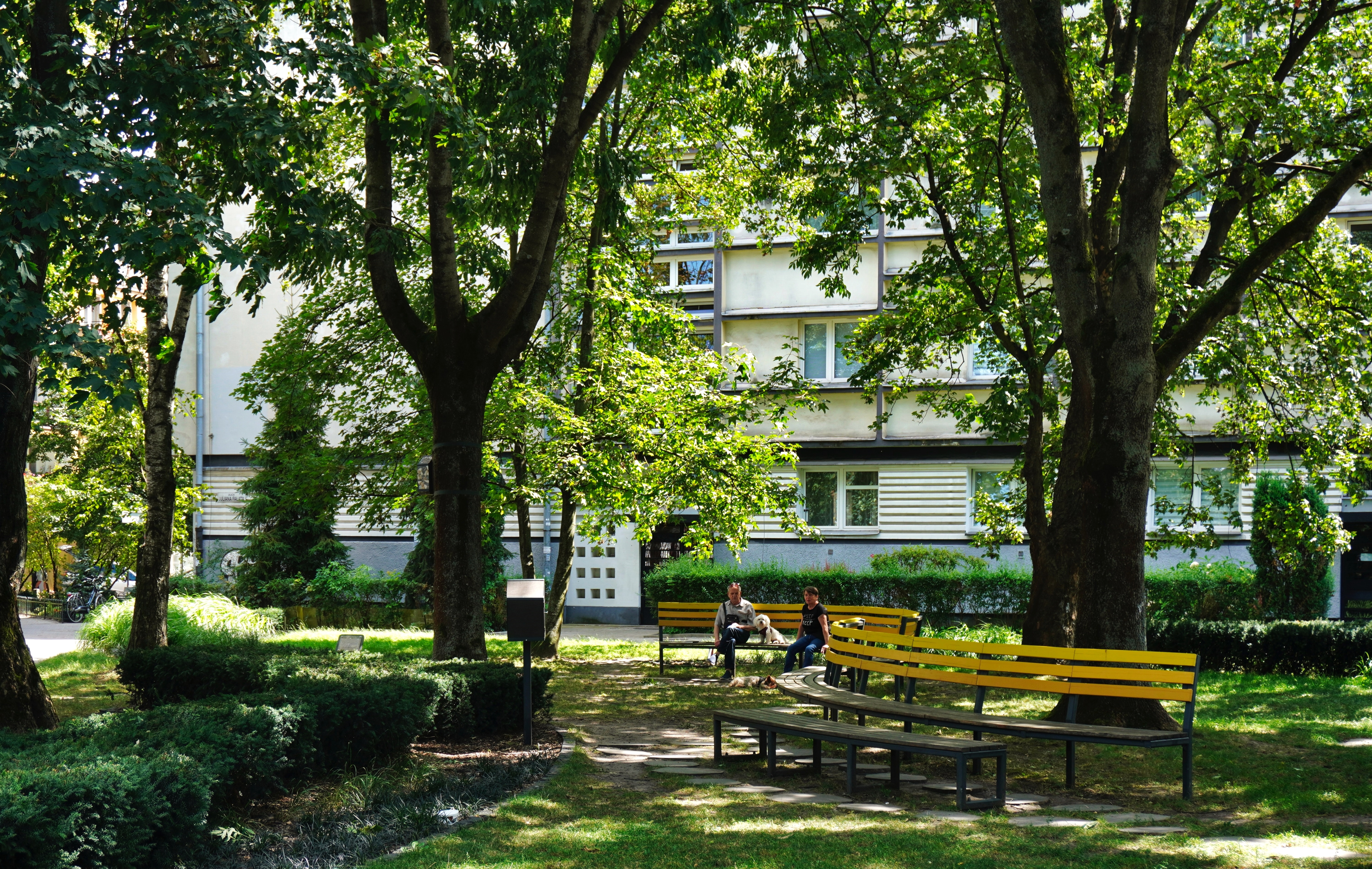
Park Kieszonkowy – Ogród Artystyczny